# Nicolás María López Calera
Nicolás María López Calera (Granada, 1938-Granada, 2012) fue un filósofo del derecho y jurista español, catedrático de la Universidad de Granada.

## Biografía
Nacido en Granada en 1938, fue catedrático de Filosofía del Derecho en la Facultad de Derecho de la Universidad de Granada, de la que sería decano, y dirigió la publicación Anales de la Cátedra Francisco Suárez.
Autor de diversos libros de Derecho, como Joaquín Costa, filósofo del Derecho (CSIC-IFC, 1965), sobre el regeneracionista Joaquín Costa; Yo, el Estado (Trotta, 1992); El nacionalismo, ¿culpable o inocente? (Tecnos, 1995); ¿Hay derechos colectivos? Individualidad y socialidad en la teoría de los derechos (Ariel Derecho, 2000) o Los nuevos leviatanes. Una teoría de los sujetos colectivos (Marcial Pons, 2007), entre otros muchos, realizó diversos trabajos sobre la figura y el pensamiento de Hegel.
Falleció en diciembre de 2012 en su ciudad natal.